# Bibanasiella ramispora
Bibanasiella ramispora är en svampart som beskrevs av R.F. Castañeda & W.B. Kendr. 1991. Bibanasiella ramispora ingår i släktet Bibanasiella, divisionen sporsäcksvampar och riket svampar.   Inga underarter finns listade i Catalogue of Life.